# Petersburski Kompleks Sportowo-Koncertowy
Petersburski Kompleks Sportowo–Koncertowy (ros. Петербургский Спортивно-Концертный Комплекс, w latach 1980–1991 Kompleks Sportowo-Koncertowy im. W. Lenina, ros. Спортивно-концертный комплекс им. В. И. Ленина) – kompleks sportowo-widowiskowy w Petersburgu w Rosji zlokalizowany przy alei Jurija Gagarina oraz ulicy Wasilija Kuzniecowa. 
Obiekt jest jednym z największych wielofunkcyjnych kompleksów w Europie. Budowa hali została ukończona w 1979 roku, natomiast otwarcie nastąpiło w dniu 19 maja 1980 roku. Hala ma 193 metrów średnicy, i 40 metrów wysokości i oferuje przestrzeń dla około 25 tysięcy widzów, co czyni ją jedną z największych hal w Europie. Podobny kompleks o nazwie "Olimpijskij" znajduje się w Moskwie.
Budynek jest wyjątkowy, nie tylko z powodu swojej wielkości, ale także z powodu wielu imprez, które odbywają się na terenie kompleksu. Główna hala o powierzchni 10 tys. m² była, i jest często używana do imprez sportowych, o znaczeniu krajowym i międzynarodowym, w zakresie łyżwiarstwa figurowego, siatkówki, koszykówki, a szczególnie tenisa – odbywał się tu m.in. od 1995 do 2013 roku turniej tenisowy St. Petersburg Open zaliczany do cyklu ATP World Tour.
W sali koncertowej kompleksu występowało dotychczas wielu znanych artystów z całego świata m.in.: Aerosmith, Depeche Mode, Eros Ramazzotti, Metallica, Rammstein, Iron Maiden, Scorpions odbywają się tu także pokazy taneczne w stylach techno house i electro.
31 stycznia 2020, w trakcie demontażu dachu obiektu, doszło do katastrofy budowlanej, w której zginął jeden z robotników, a 80% ścian obiektu uległo zawaleniu.

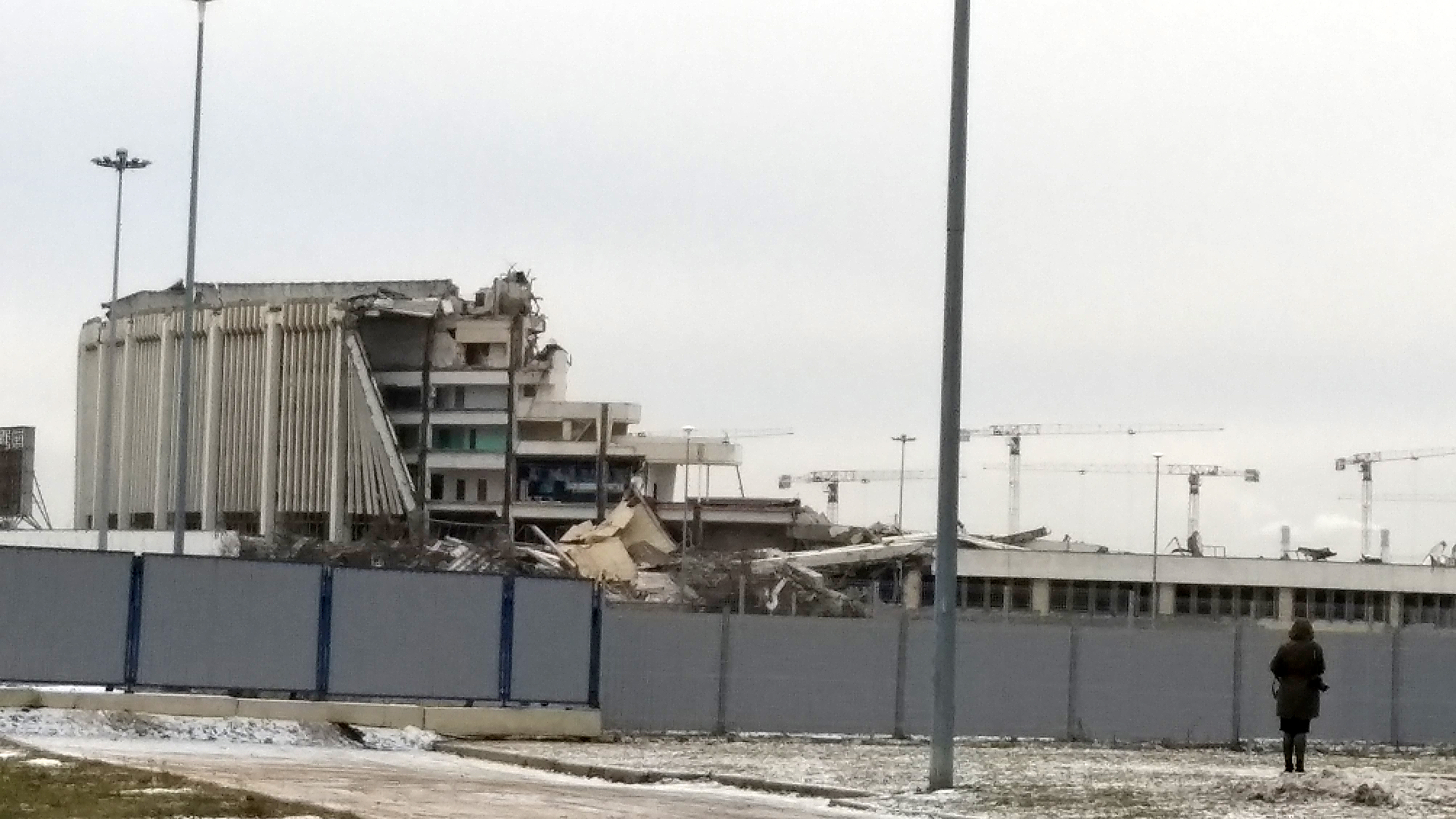
Petersburski Kompleks Sportowo-Koncertowy po katastrofie